# Центр судоремонта «Звёздочка»
Центр судоремонта «Звёздочка» — крупное российское судоремонтное, судостроительное и машиностроительное предприятие в городе Северодвинске Архангельской области. Полное наименование предприятия: Акционерное общество «Центр судоремонта «Звёздочка».
Предприятие расположено на острове Ягры на берегу Двинской губы Белого моря. Южнее  расположено Северное машиностроительное предприятие.
Входит в состав АО «Объединённая судостроительная корпорация».
Из-за крымского филиала центр судоремонта «Звёздочка» и его филиалы включены в санкционные списки всех стран Евросоюза, США и ряда других стран.

## История

### СССР

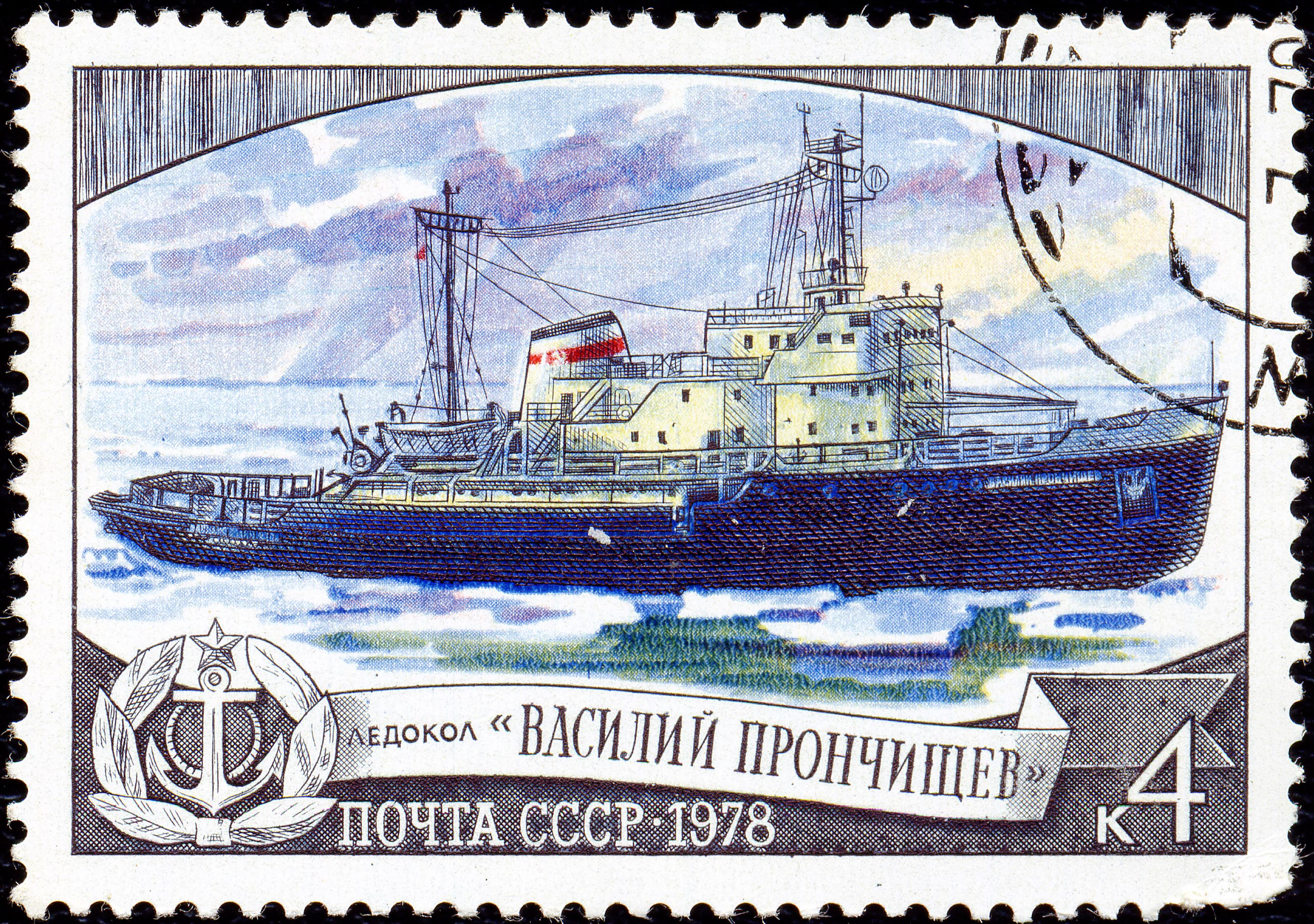
Ледокол «Василий Прончищев»

9 июля 1946 года — Совмин СССР принял постановление о строительстве завода № 893. Первые заказы новый завод получил 1 июля 1954 года, приступив к ремонту и переоборудованию дизель-электрической подводной лодки, парохода «Прончищев» и других кораблей.
В 1962 году на завод для ремонта и модернизации пришла первая атомная подводная лодка — К-33. В 1966 году поступил заказ на модернизацию атомного ледокола «Ленин», в рамках которой была заменена энергетическая установка. В 1970 году ледокол вновь встал в строй.
в 1964 году на предприятии введено в строй производство гребных винтов.
В 1966 году завод № 893 был переименован в «Машиностроительное предприятие „Звёздочка“».
С 1990 года верфь также занимается утилизацией кораблей. На предприятии начинается создание инфраструктуры безопасной утилизации корабельных ядерных энергетических установок.

### Российская Федерация

Площадь Просянкина и его бюст

С 1993 года предприятие кроме ремонта и переоборудования кораблей начинает выполнять и экологическую комплексную программу по утилизации атомных отсеков атомных подводных лодок с формированием трёхотсечного блока.
К 1 апреля 2007 года на заводе были утилизированы 22 РПКСН проектов 667А, 667Б, 667БД и 667БДР, 13 многогоцелевых АПЛ проектов 671, 671РТ и 671РТМ, 2 ПЛАРК проекта 949, проводилась утилизация ТРПКСН проекта 941.
В 2007 году ФГУП «МП „Звездочка“» было переименовано в ФГУП «Центр Судоремонта „Звёздочка“» с присоединением к нему в качестве филиалов ряда судоремонтных и судостроительных предприятий.
Осенью 2008 года предприятие сменило форму собственности с федерального государственного унитарного предприятия на открытое акционерное общество.
В 2014 году верфь отметила 60-летний юбилей начала своей производственной деятельности. За это время отремонтировано и переоборудовано 120 подводных лодок, из них 85 — с атомной энергетической установкой, 87 надводных кораблей ВМФ и гражданских судов. На предприятии построено 240 кораблей и плавсредств различного назначения. По словам гендиректора завода Владимира Никитина, на 2014 год государственный оборонный заказ составляет 90 % производственной деятельности центра судоремонта.
В 2015 году Центром судоремонта «Звёздочка» создан филиал в городе Севастополь, деятельность которого осуществляется на арендованных мощностях Севастопольского морского завода.
К 2016 году построен новый цех сборки и испытаний корабельных винторулевых колонок на мощность до 9 МВт. Начато строительство цеха второй очереди.
В 2024 году планируется завершить модернизацию производства для ремонта атомных подводных лодок 3-го поколения.

#### Реорганизация
В 2007 году во исполнение Указа Президента РФ «Об ОАО „Объединенная судостроительная корпорация“» ФГУП «МП „Звездочка“» было переименовано в ФГУП «Центр Судоремонта „Звёздочка“» и реорганизовано с присоединением к нему в качестве филиалов ряда предприятий:
- судоремонтных заводов «Нерпа» (город Снежногорск Мурманской области), СРЗ-35 (Мурманск), СРЗ «Красная Кузница» (Архангельск), СРЗ-5 (Темрюк), Астраханский СРЗ (Астрахань), 1-я судоверфь (Краснодарский край).
- конструкторское бюро НПО «Винт» (Москва) с опытным заводом «Вега» (Боровск).

### Директора
|   | Срок      | Директор предприятия           | Примечание |
| - | --------- | ------------------------------ | --- |
| 1 | 1946—1956 | Сафронов, Тимофей Васильевич   | |
| 2 | 1956—1972 | Просянкин, Григорий Лазаревич  | Освобожден от занимаемой должности в связи с назначением директором ПО «Севмашпредприятие» города Северодвинска.            |
| 3 | 1972—1992 | Зрячев, Александр Федорович    | Освобожден от занимаемой должности в связи с уходом на заслуженный отдых.                                                   |
| 4 | 1992—2007 | Калистратов, Николай Яковлевич | Освобожден от занимаемой должности в связи с назначением директором ПО «Севмашпредприятие» города Северодвинска.            |
| 5 | 2007—2015 | Никитин, Владимир Семёнович    | Освобожден от занимаемой должности в связи с назначением на должность руководителя ФГУП «Крыловский ГНЦ» (Санкт-Петербург). |
| 6 | 2015-2017 | Калистратов, Николай Яковлевич | Освобождён от занимаемой должности в связи с уходом на заслуженный отдых.                                                   |
| 7 | 2017-н.в. | Маричев, Сергей Юрьевич        | |

## Деятельность

### Судоремонт и судостроение
Верфь специально построена для ремонта и переоборудования подводных лодок любого класса и надводных кораблей. Сегодня «Звёздочка» — признанный российский лидер в этой области деятельности.
Верфь занимается судостроением, например, с его стапелей сходят вспомогательные суда проекта 20180 и траулеры проекта 50010.
Имеется производство судовой мебели.

### Утилизация
С начала 1990-х годов «Звёздочка» является основным предприятием России по утилизации подводных лодок, консервации и хранению их ядерных энергетических установок.

### Корабельные движители
В 2007 году к ЦС «Звёздочка» присоединяют научно-проектную организацию «Винт» и опытный завод «Вега». Вместе с винтообрабатывающим производством ЦС «Звёздочка» они образуют Центр пропульсивных систем — крупное производство гребных винтов и различных судовых движителей. В 2016 году в строй вступает первая очередь нового производства винторулевых колонок мощностью до 9 МВт, закладывается второй цех.

### Огранка алмазов
В 2000 году в рамках конверсионного проекта в преддверии промышленной добычи алмазного сырья с месторождения имени М. В. Ломоносова в Архангельской области открыто ограночное производство алмазов в бриллианты на ОАО «ЦС „Звездочка“».
Основная часть рабочих и инженерно-технических работников прошла обучение на базе ОАО «ПО „Кристалл“» в Смоленске и в НОУ «Школа ювелирного мастерства» в Санкт-Петербурге. Подготовку огранщиков ведёт ГОУ НПО профтехучилище № 28 в Северодвинске.
Создана сеть оптовой торговли бриллиантами, как в России (Москва, Нижний Новгород, Кострома, Казань, Волгоград, Калининград, Североморск, Архангельск, Северодвинск), так и за рубежом — в Государстве Израиль (Тель-Авив, Рамат-Ган), США (Нью-Йорк). Планируется организовать реализацию бриллиантов в Пекине (КНР).

### Производство металлоконструкций
«Звёздочка» выполняет заказы на строительство различных металлоконструкций. С 2005 года выполнялись заказы на оснащение космодромов Плесецк и Куру́.

## Награды
- Орден Ленина (Указ Президиума Верховного Совета СССР от 18 января 1971 года: за успешное выполнение 8-го пятилетнего плана и организацию производства новой техники).
- 23 апреля 2004 года за значительный вклад в укреплении национальной безопасности государства ОАО «ЦС „Звёздочка“» награждено Орденом «Щит Отечества» I -й степени — высшей общественной наградой Российской Федерации в сфере укрепления национальной и экономической безопасности государства (постановление Международной общественной комиссии № 1 от 23 апреля 2004 года.)
- 10 июня 2004 года за выдающиеся заслуги и достижения в укреплении обороноспособности ОАО «ЦС „Звёздочка“» награждено Орденом Петра Великого (постановление Российской общественной комиссии № 13 от 10 июня 2004 года).
- Благодарность Президента Российской Федерации — за большой вклад в развитие отечественного судостроения (от 2 сентября 2004 года).

## Филиалы АО «Центр судоремонта „Звёздочка“»
- Головной филиал АО "ЦС «Звездочка» "СРЗ «Нерпа», филиал в Снежногорске
- Головной филиал "НПО «Винт» АО "ЦС «Звёздочка», филиал в Москве
- Опытный завод «Вега», филиал в Боровске
- 1-я судостроительная верфь, филиал в пос. Лазаревское
- 5-й судоремонтный завод, филиал в Темрюке
- 35-й судоремонтный завод, филиал в Мурманске
- Судоремонтный завод «Красная Кузница», филиал в Архангельске
- Астраханский судоремонтный завод, филиал в Астрахани
- Севастопольский морской завод, филиал в Севастополе[14]
- Подсобное хозяйство Лая, деревня Лая

## Санкции
1 сентября 2016 года центр судоремонта «Звёздочка» включён в санкционный список США  из-за причастности России к украинскому конфликту.
15 марта 2022 года, из-за вторжения России на Украину центр включен в санкционные списки всех стран Евросоюза, 27 июня 2022 года центр попал под санкции Канады «за роль в обеспечении или поддержке неспровоцированного и неоправданного вторжения России в Украину».
Также центр судоремонта «Звёздочка» находится под санкциями Швейцарии, Украины и Японии